# Desastre

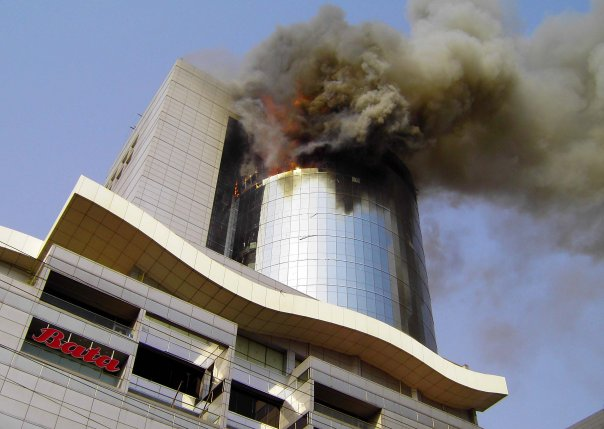
Torre do Bashundhara City em chamas.

Desastre (do grego, "má estrela") é um evento de causa natural e/ou tecnológica que afeta a normalidade do funcionamento social e, por extensão, provoca danos e prejuízos à sociedade, afetando a economia, ecossistemas, estrutura básica e desenvolvimento humano. Os estudos e pesquisas sobre desastres compreendem uma área interdisciplinar, a sinistrologia.

## Definição e classificação
Por definição, um desastre só acontece quando afeta pessoas. Dessa forma, se uma chuva intensa cai sobre uma área no meio do oceano, sem afetar pessoas ou ecossistemas, não seria um desastre. Mas se a mesma chuva cair sobre um lugar densamente povoado, com edificações frágeis sobre morros e encostas, poderá vir a se tornar um desastre, pois atinge pessoas, direta ou indiretamente, e causa danos e prejuízos.
Portanto, o desastre não é natural, é essencialmente social. A causa não foi apenas a ameaça natural da tempestade, mas o fato de haver pessoas em situação de vulnerabilidade vivendo no local onde a tormenta desabou. "A gênese do desastre está na incapacidade em fornecer conhecimento, preparação e treinamento para a população sobre o que fazer em uma situação de crise", permitindo assim, que se amplie sua vulnerabilidade e, consequentemente, o impacto de desastres.
O desastre possui, tecnicamente, quatro etapas, prevenção, preparação, resposta e reconstrução. Nas duas primeiras, o trabalho é comunitário, em integração com os órgãos de atenção ao desastre e prevenção de riscos. Na etapa de reconstrução, a estrutura básica e as edificações danificadas em um desastre serão recuperadas para que seja possível a volta à normalidade. A etapa de resposta acontece logo depois que um evento ocorre e as equipes de emergências mobilizam seus recursos para o atendimento: Defesa Civil (municipal, estadual, nacional), Bombeiros Militares e voluntários, Polícia Civil e Militar, Forças Armadas, órgão de administração pública (municipais, estaduais e federais) e demais organizações públicas e privadas que sejam preparadas para atender emergências e crises humanitárias, como Organizações Não Governamentais, instituições locais, COMDECs, entre outras. Quando um desastre possui grande dimensão, é comum o fluxo de organizações internacionais.
De acordo com a EIRD ONU, “desastre é uma séria interrupção no funcionamento de uma comunidade ou sociedade causando uma grande quantidade de mortes, bem como perdas e impactos materiais, econômicos e ambientais que excedem a capacidade da comunidade ou sociedade afetada de fazer frente à situação mediante o uso de seus próprios recursos.”  

### No Brasil
No Brasil, adota-se dois conceitos de desastre, que são semelhantes, pois se desenvolveram a partir de ideias semelhantes sobre o risco como o foco para reduzir desastres. A padronização internacional de conceitos é feita pela Estratégia Internacional de Redução de Desastres, da Organização das Nações Unidas, EIRD ONU, que lidera as ações de redução de riscos e desastres no mundo todo.
No conceito do Glossário de Defesa Civil, Estudos de Riscos e Medicina de Desastres, organizado no final da década de 1990, por Antônio Luiz Coimbra de Castro para a Secretaria Nacional de Defesa Civil (SEDEC), define-se desastre como o “resultado de eventos adversos, naturais ou provocados pelo homem, sobre um ecossistema (vulnerável), causando danos humanos, materiais e/ou ambientais e consequentes prejuízos econômicos e sociais".
O órgão governamental que lidera as ações de mitigação e redução de riscos e desastres é a Defesa Civil.

#### Classificação e Codificação de Desastres utilizada no Brasil - COBRADE
A Classificação e Codificação Brasileira de Desastres (COBRADE), a partir de um alinhamento com a padronização internacional definida pela ONU, divide os desastres em duas categorias: desastres naturais e desastres tecnológicos.
A COBRADE foi criada a partir da Instrução Normativa do Ministério da Integração Nacional nº 01, de 24 de agosto de 2012, que também determina a diferença entre Situação de Emergência (SE) e Estado de Calamidade Pública (ECP).

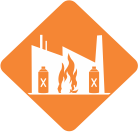
Simbologia da Classificação e Codificação Brasileira de Desastres (COBRADE) para Desastres tecnológicos do grupo 1, relacionados a produtos perigosos, definido por: Liberação de produtos químicos diversos para o ambiente provocada por Explosão/incêndio em plantas industriais ou outros sítios.